# Utassy József
Utassy József (Ózd, 1941. március 23. – Zalaegerszeg, 2010. augusztus 27.) Kossuth- és József Attila-díjas magyar költő, műfordító.

## Élete
Utassy József és Kiss Margit gyermekeként született. Gyermekéveit Bükkszenterzsébeten – egy Heves megyei kis faluban – töltötte, ahová mindig is kötődött. 1955 és 1959 között Egerben, a Dobó István Gimnáziumban tanult. Főiskolai tanulmányait az ELTE BTK magyar–népművelés szakán végezte 1961 és 1967 között, az Eötvös-kollégium tagja volt.
1959 és 1960 között OTP-tisztviselőként, majd művészeti előadóként dolgozott Pétervásárán. 1963 és 1964 között a Borsodnádasdi Lemezgyár munkása volt. 1967 és 1972 között egy szakmunkásképző intézet diákotthonában volt nevelőtanár. 1969-ben a Kilencek költőcsoport egyik alapítója volt. 1970-től a Magyar Írószövetség tagja lett. 1972-től szellemi szabadfoglalkozású. 1995-től a Magyar Írók Egyesületének tagja. 2002-től haláláig a Magyar Művészeti Akadémia tagja. 2005-ben a Digitális Irodalmi Akadémia tagjai közé választotta.

## Magánélete
1968-ban feleségül vette Horváth Erzsébetet. Egy gyermekük született: József (1969–1989).

## Művei
- Tüzem, lobogóm! (1969)
- Csillagok árvája (1977)
- Mézgarázdák (1980)
- Pokolból jövet (1981)
- Áve, Éva! (1981)
- Júdás idő. Összegyűjtött versek; Szépirodalmi, Bp., 1984
- Ragadozó Föld (1987)
- Irdatlan ég alatt (1988)
- Hungária Kávéház? Kávéház Hungária! (1988)
- Hóemberség (1989)
- Keserves (1991)
- Rezeda-álom (1991)
- Hol ifjúságom tűnt el (1992)
- Fény a bilincsen (1994)
- Szamárcsillag (1994)
- Kálvária-ének (1995)
- Földi szivárvány (1996)
- Havak hatalma (1996)
- Ötvenöt ördög (1997)
- Szép napkeltő holnap (1999)
- Hóvirágbűvölő (2000)
- Isten faggatása (2000)
- Furcsa világ (társszerző, 2000)
- Tüzek tüze. Összegyűjtött versek, 1957–1997; Littera Nova, Bp., 2001
- Sugdos a Sátán (2002)
- Balambér és Habakuk (2003)
- Farkasordító. Versek, 2001–2006; Széphalom Könyvműhely, Bp., 2006
- Ezüst rablánc; Napkút, Bp., 2010
- Még ilyen csodát! Összegyűjtött versek gyerekeknek; szerk. Horváth Erzsébet; Magyar Napló, Bp., 2015
- "A kikelet fia". Összegyűjtött művek; összeáll., szöveggond. Utassyné Horváth Erzsébet, Vilcsek Béla; Napkút, Bp., 2016
- Utassy József költészete; sajtó alá rend., jegyz. Utassyné Horváth Erzsébet és Vilcsek Béla; kritikai kiad.; Napkút, Bp., 2017
- Anyám vasal

## Műfordítás
- Vasárnapi földrengés (bolgár irodalom, 2000)

## Díjai, elismerései
- Móricz Zsigmond-ösztöndíj (1974)
- József Attila-díj (1978)
- Alföld-díj (1987)
- Magyar Művészetért díj (1989)
- Déry Tibor-díj (1989)
- A Magyar Köztársasági Érdemrend tisztikeresztje (1994)
- IRAT-nívódíj (1995)
- Déry Tibor-díj (1996)
- Tiszatáj-díj (1996)
- Pro Literatura-díj (1997)
- Soros-ösztöndíj (1999)
- Magyar Köztársaság Babérkoszorúja díj (2001)
- az Év Könyve-díj (2001)
- NKA-ösztöndíj (2001)
- Balassi Bálint-emlékkard (2001)
- Kulturális Örökség Nagydíja (2003)
- Kossuth-díj (2008)

## Emlékezete
- A tarnaleleszi általános iskola felvette a nevét[1]